# Joseph Theele
Joseph Theele (* 3. April 1889 in Halle; † 19. Februar 1944 in Fulda) war ein deutscher Bibliothekar und einer der Begründer der wissenschaftlichen Einbandkunde. Ab 1927 bis zu seinem Tod war er Direktor der Landesbibliothek Fulda.

## Leben
Joseph Theele war der Sohn eines Lehrers und Organisten. Er studierte an der Martin-Luther-Universität Halle-Wittenberg in Halle (Saale) Germanistik und Latinistik. Dort promovierte er 1915 zum Dr. phil. mit der Dissertation Die Handschriften des Benediktinerklosters St. Petri zu Erfurt. Ab 1918 war er Praktikant an der Universitätsbibliothek in Halle und war verantwortlich für die „Hallische Universitätszeitung“. Ab 1920 bis 1927 war er an der Universitäts- und Stadtbibliothek Köln tätig und richtete dort den sogenannten „Einbandschrank“ ein. Dort gilt er als einer der Begründer der wissenschaftlichen Einbandkunde. Ab 1927 war er Direktor der Landesbibliothek Fulda und nebenberuflich Leiter des Stadtarchivs.
Theele war seit dem 1. Mai 1937 Mitglied der NSDAP (Mitgliedsnummer 5.398.803). Ab 1942 bis zu seinem Tod war er Leiter der Erwerbsabteilung der Landesbibliothek Kassel. Als solcher war er über die unrechtmäßige Beschaffung von Archivalien informiert und für diese verantwortlich. Er bat nicht nur um die Lieferung jüdischen Raubguts, sondern beteiligte sich auch persönlich am Bücherraub der Bibliothek des Klosters Frauenberg. Angesichts der Bombenangriffe im Zweiten Weltkrieg widmete er sich hauptsächlich der Sicherung der Archivalien.
Er verstarb im Februar 1944 im Alter von 54 Jahren. Sein Nachlass befindet sich im Bestand der Landesbibliothek Fulda.

## Schriften (Auswahl)
- Die Handschriften des Benediktinerklosters S. Petri zu Fulda. Ein bibliotheksgeschichtlicher Rekonstruktionsversuch (= Zentralblatt für Bibliothekswesen, Beiheft, Bd. 48). Harrassowitz, Leipzig 1920 (Nachdruck Kraus, Nendeln 1968).
- (Hrsg.): Köln als Stätte der Bildung. Gonski, Köln 1922.
- Rheinische Buchkunst im Wandel der Zeit. Bachem, Köln 1925.
- (Hrsg.): Aus Fuldas Geistesleben. Festschrift zum 150jährigen Jubiläum der Landesbibliothek Fulda. Fulda 1928.
- Das literarische Denkmal für Gutenberg (= Kleiner Druck der Gutenberg-Gesellschaft, H. 32). Mainz 1938.